# بوريس غودنوف (مسرحية)
مسرحية بوريس غودنوف (بالروسية: Борис Годунов (трагедия)) (أو تراجيدية بوريس غودنوف) هي مسرحية كتبها الكاتب الروسي ألكسندر بوشكين في عام 1825. تحكي المسرحية حياة الحاكم الروسي بوريس غودونوف، الذي حكم روسيا تسارا بين عامي 1598 و 1605. المسرحية كُتبت في عام 1825 ولكنها لم تنشر إلا في عام 1831.

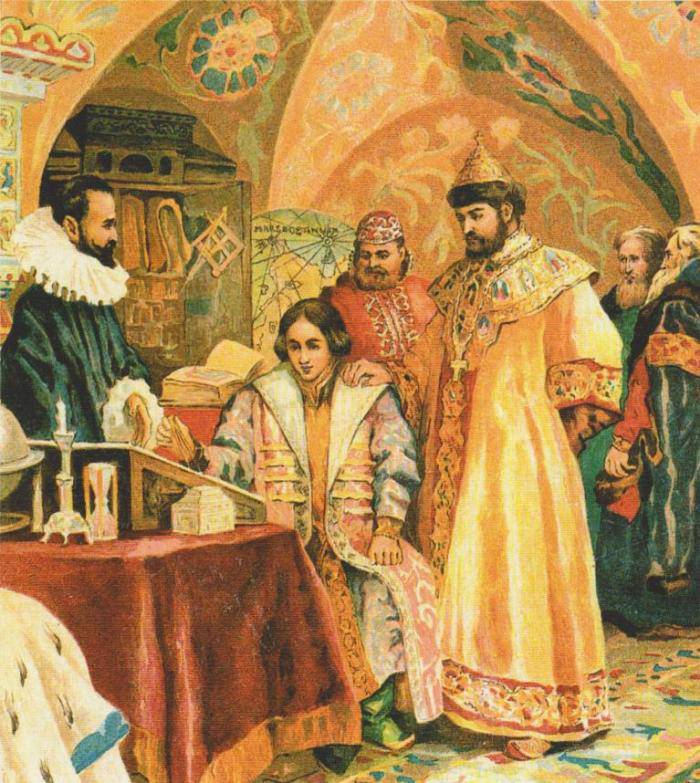
بوريس غودنوف وابنه on a painting by N.Nekrasov, featuring a scene from the play